# بوجومبورا
بوجومبورا بزرگ‌ترین شهر، بندر اصلی و پایتخت سابق کشور بوروندی است. کشتی‌ها بیشتر صادرات کشور از جمله قهوه، پنبه، پوست و سنگ معدن قلع را از این بندر صادر می‌کنند. این شهر در شمال شرق ساحل دریاچه تانگانیکا واقع شده‌است. جمعیت این شهر حدود ۴۷۸٬۱۵۵ نفر در سال ۲۰۰۸ برآورد شده‌است.

## امکانات
مرکز شهر یک شهر مستعمراتی با یک بازار بزرگ، استادیوم ملی، یک مسجد بزرگ و کلیسا برای قلمرو مذهبی اسقف اعظم بوجومبورا است. موزه‌های شهر شامل موزهٔ زندگی بوروندی و موزهٔ زمین‌شناسی بوروندی می‌شوند. بقیهٔ جاذبه‌ها شامل پارک ملی روسیزی و یادبود لیوینگستون-استنلی در موگره، کاخ ریاست‌جمهوری و منبع در اقصی جنوب شاخهٔ نیل، محلی که به عنوان منبع نیل شرح داده شده. کشتی‌ها از بوجومبورا عبور می‌کنند تا به کیگوما در تانزانیا می‌روند. همچنین این شهر فرودگاه بین‌المللی بوجومبورا و دانشگاه بوروندی را در خود جای داده‌است.